# Ингиет
Ингиет — система тайных колдовских мужских союзов у народов Меланезии, распространена на архипелаге Бисмарка. Каждый из союзов имеет монополию на свой вид колдовства. Принимают в союз обычно с детства, без больших церемоний, но за плату. В отличие от союза «Дук-Дук» система Ингиет не употребляет маски, но их ритуал окружён ещё большей тайной. Собрания Ингиета происходят в особых местах — маравот, куда посторонние не допускаются.
Особенно сильным и опасным считается Ингиет на матмат (мат — умерший), применяющий специальные виды вредоносной магии. Непосвящённые члены Ингиета соблюдают ограничения в пище — не едят мяса свиньи, черепахи, акулы и некоторых других животных.
Главное содержание тайных обрядов — магические действия, вредоносные для чужих, предохранительные для своих.